# Franziskanerkloster Ardfert

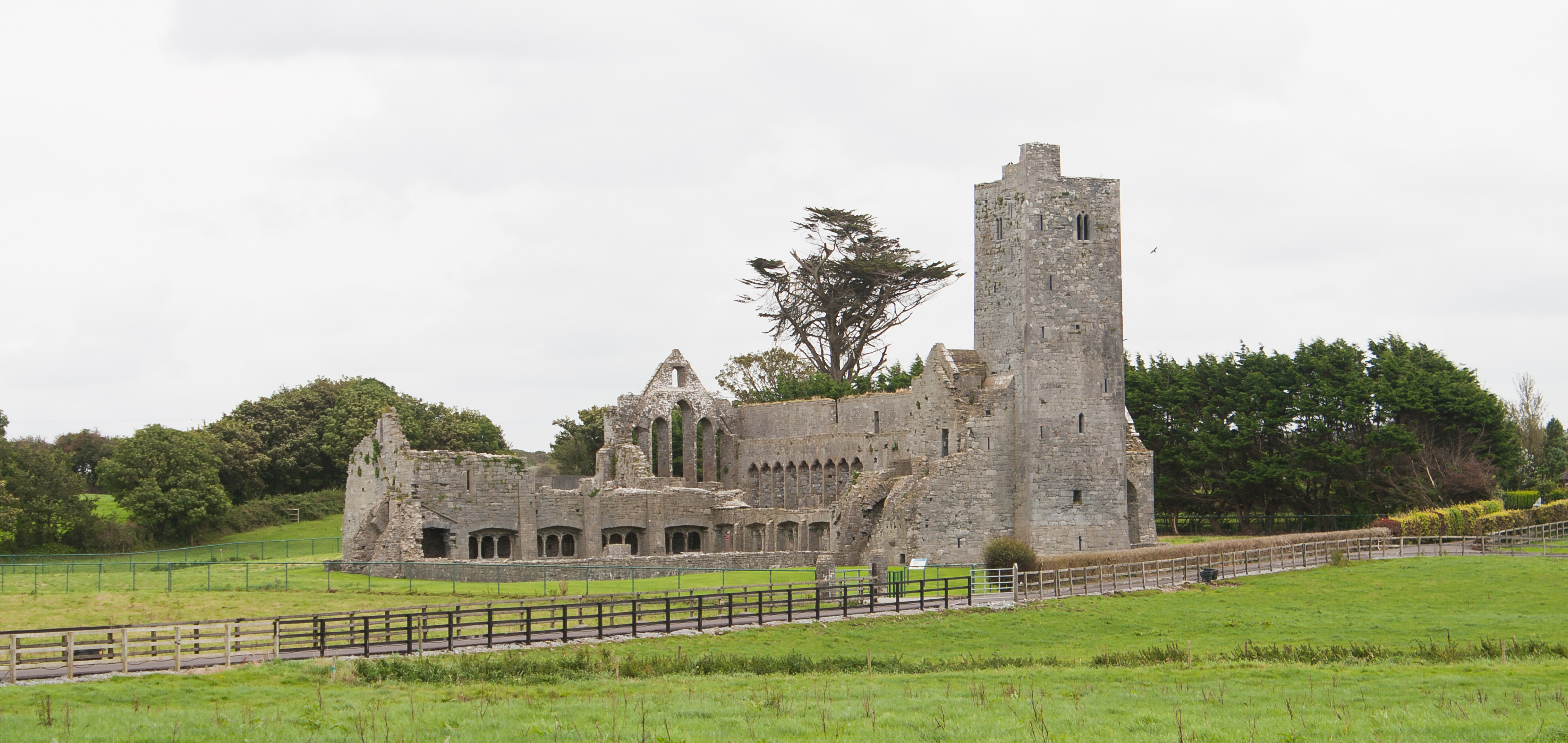
Nordwestansicht des Franziskanerklosters

Das Franziskanerkloster Ardfert (irisch Mainistir Ard Fhearta, englisch Ardfert Friary) wurde von Thomas FitzMaurice um 1253 als Franz von Assisi geweihtes Haus der Franziskaner in Ardfert in der Diözese Ardfert in Irland gegründet. 1517 schloss sich das Kloster den Observanten an. Im Rahmen der Reformation wurden die Franziskaner 1584 von dem Kloster vertrieben. Im 17. Jahrhundert konnten die Brüder zeitweise zurückkehren und dort bis Anfang des 19. Jahrhunderts verbleiben, bis mit Timothy O’Sullivan der letzte Franziskaner verstarb.

## Geschichte

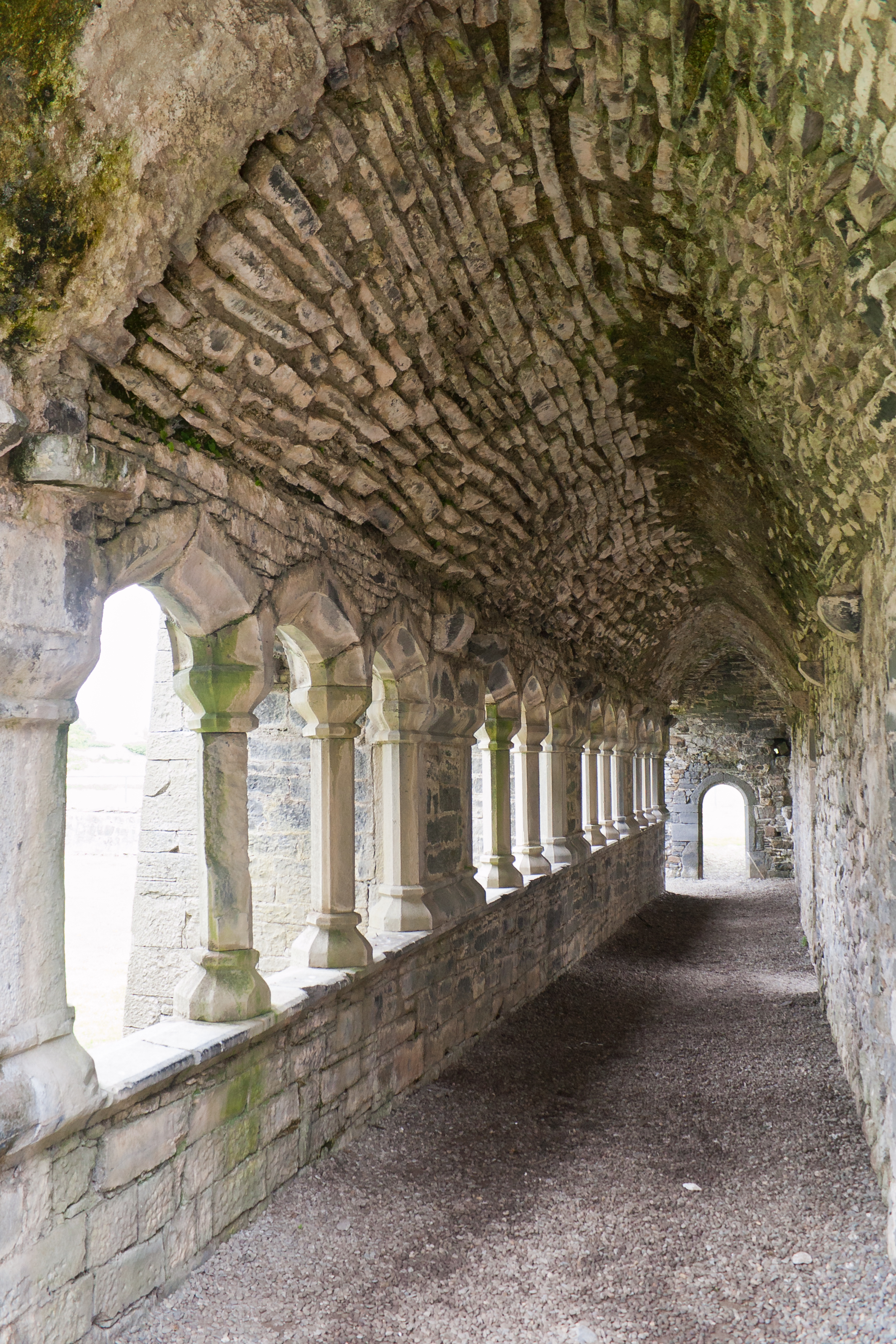
Kreuzgang an der Ostseite des Klostergartens

Der Gründer Thomas FitzMaurice gehörte der Familie der Geraldiner an, d. h., er war einer der Nachkommen von Gerald of Windsor und Nest ferch Rhys. Sein Urgroßvater Maurice FitzGerald war bereits bei der ersten normannischen Invasion 1169 in Irland dabei. Sein gleichnamiger Großvater Thomas FitzMaurice nahm gemeinsam mit Geoffrey de Marisco große Teile von Munster ein und ließ sich in Shanid (im heutigen County Limerick) nieder. Die Geraldiner gehörten zu den wichtigsten Förderern der Mendikanten in Irland. Maurice II FitzGerald, einer älteren Linie der Geraldines entstammend und Justiziar Irlands, unterstützte die Franziskaner und die Dominikaner bei ihren ersten Gründungen in Irland. Entsprechend lag es auch für Thomas FitzMaurice als erstem Baron von Kerry nahe, eine Gründung der Franziskaner in seinem Herrschaftsgebiet zu unterstützen. Das Kloster diente der Familie als Grablege, und so sollen der Gründer 1280 und dessen Sohn 1303 dort bestattet worden sein.
Die Beziehungen zwischen dem Kloster und der nahen Kathedrale von Ardfert waren nicht immer ungetrübt. 1309/1310 kam es zu einer Klage des Guardians William of Bristol gegen den Bischof Nicol Ó Samradáin und seine Chorherren, dass sie den Leichnam John de Cantilupes gewaltsam von dem Kloster entfernt und dabei einige Brüder misshandelt hätten. Ursache für den Konflikt waren wohl die nicht unbedeutenden Einnahmen, die mit den Begräbnissen und den danach jährlich gelesenen Messen einhergingen. Für die Diözesanpriester konnte dies ein erheblicher Einnahmensverlust sein, wenn die Klöster in dieser Beziehung in Konkurrenz zu ihnen traten. Vergleichbare Konflikte gab es auch zuvor in Dublin und danach in Armagh. Der Klage wurde stattgegeben mit der Konsequenz, dass der Bischof und seine Chorherren verhaftet und ihre Güter beschlagnahmt wurden.
Nach der Reformation konnten die Franziskaner zunächst noch bleiben, wurden aber während der Desmond-Rebellionen 1584 vertrieben. Der Turm wurde dann für einige Zeit von Colonel Zouche als Garnison verwendet.

## Architektur
Die Architektur des Klosters ist wesentlich an der kurz zuvor errichtete Kathedrale orientiert. Besonders auffallend ist die Ähnlichkeit der Chorbereiche. In beiden Fällen kamen Lanzettfenster zum Einsatz, und in beiden Fällen wurden jeweils neun dicht benachbarte Lanzettfenster an der Südseite angeordnet, die an der Innenseite mit Dreipassbögen und außen einem einfachen Spitzbogen abgeschlossen wurden. All dies spricht dafür, dass diese Teile in den 1260er-Jahren entstanden.

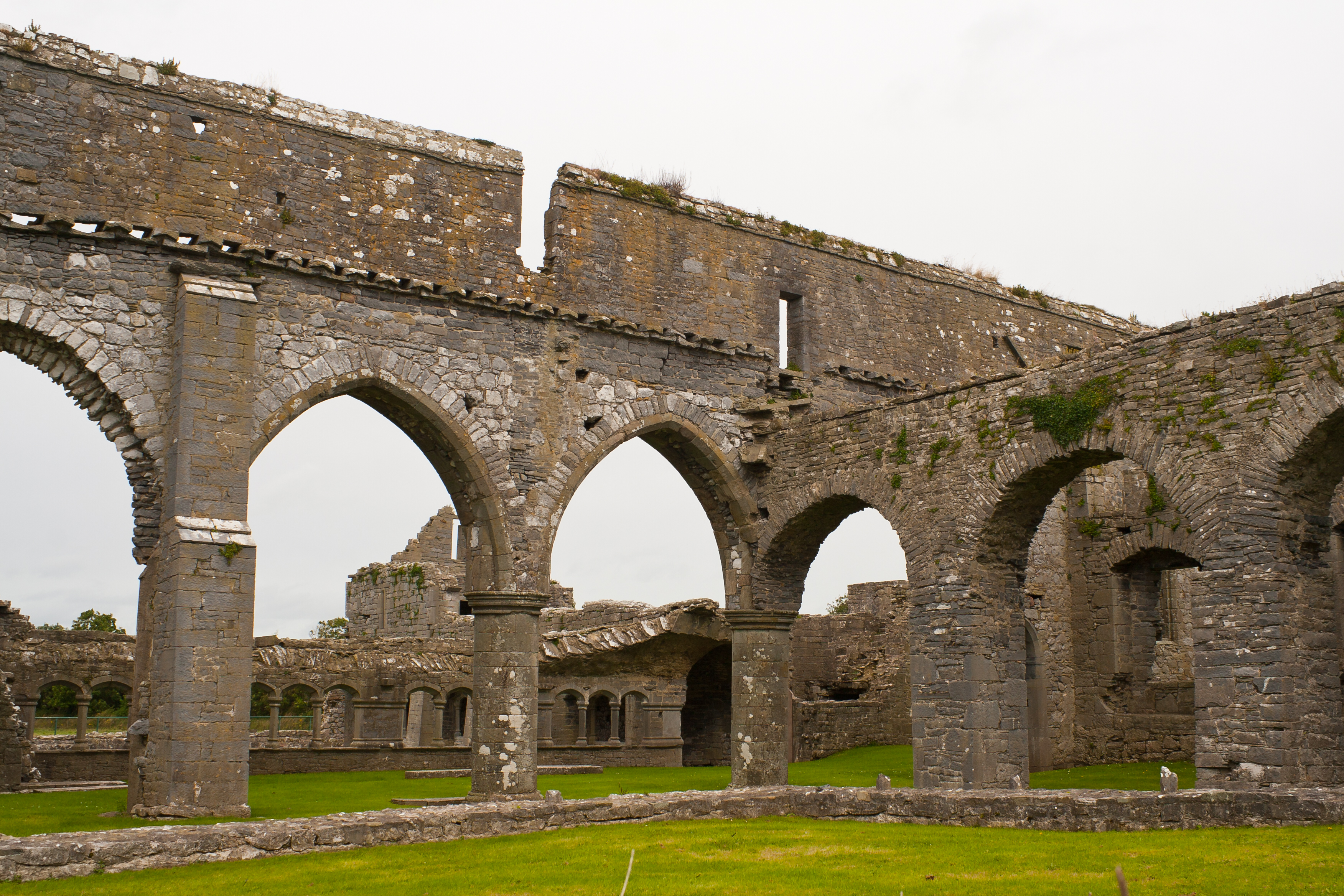
Links Arkade zwischen Hauptschiff und Südseitenschiff, rechts Arkade des Süd-„Querhauses“

Wohl im 14. Jahrhundert oder später wurde das Kirchenschiff um ein südliches Seitenschiff ergänzt, das sich über drei Joche erstreckt. Seine Außenmauer ist nicht mehr erhalten. Eine Anschlusskante deutet auf ein angelehntes Pultdach, das zur Außenwand hin abfiel.
Wie an der Innenseite des Ostgiebels zu erkennen, saß das Dach des Hauptschiffs zunächst direkt der Arkade auf. Da auch das Mittelschiff keine Spuren steinerner Gewölbe zeigt, war Die Kirche im 14. Jahrhundert eine der für die britischen Inseln typischen holzgedeckten Pseudobasiliken. Später wurden die Wände des Hauptschiffs erhöht, und die dünne neue Hochschiffswand erhielt einzelne Fensteröffnungen. Damit wurde die Kirche nachträglich zu einer echten Basilika.
Die Strebepfeiler beiderseits des westlichen Arkadenbgens wurden offensichtlich erst nach Abtragung des Seitenschiffs angebracht.
Das sich nach Süden anschließende Querschiff stammt aus dem 15. Jahrhundert. Dies wird durch eine Inschrift bestätigt, die festhält, dass der Bau 1453 durch Donald Fitz Bohan vollendet wurde. Das Südquerhaus hat eine Arkade nach Westen, aber in deren Fortsetzung endet der Südgiebel mit einer scharfen Mauerkante. Das deutet auf eine offene Eingangshalle.
Ebenfalls aus dieser Periode ist der sich am westlichen Ende des Kirchenschiffs anschließende Wohnturm, der für ein Kloster der Franziskaner recht ungewöhnlich ist.

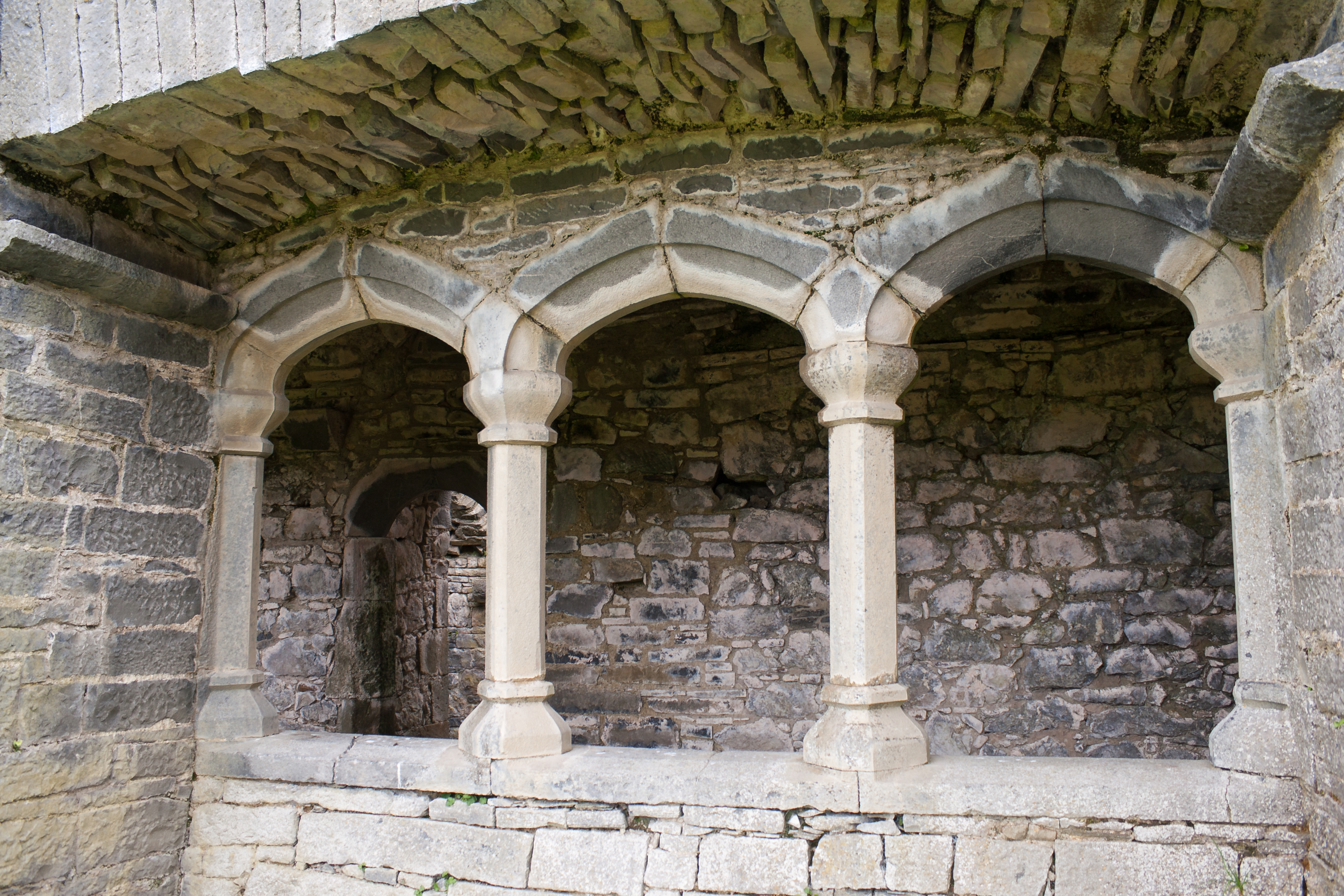
Mit Tudorbögen versehene Arkaden im Klostergarten

An der Nordseite des Kirchenschiffes schließt der Klostergarten an, dessen Kreuzgang-Arkaden nur auf der Ost- und Südseite erhalten sind. An der Ostseite sind die Arkaden in vier Gruppen mit je drei Fenstern angeordnet. Ungewöhnlich für Irland sind dabei die Tudorbögen, deren Bauzeit von Leask auf ca. 1470 datiert wird. Am westlichen Ende des südlichen Arkadenganges ist eine ungewöhnliche Art der Dachkonstruktion teilweise erhalten, bei der das Gewölbe so mit steinernen Dachplatten abgedeckt wurde, dass das Wasser in den Klostergarten abgeleitet wird. Die Hauptlast dieser schweren Konstruktion lag dabei auf dem äußeren Gewölberücken.